# Rob Roy, il bandito di Scozia
Rob Roy, il bandito di Scozia (Rob Roy, the Highland Rogue) è un film di avventura del 1954, diretto da Harold French, con Richard Todd, Glynis Johns e James Robertson Justice.

## Trama
Nel 1715 il capo clan scozzese Rob Roy MacGregor combatte gli inglesi per l'indipendenza delle Highlands. Nonostante i torti subiti, non esita a sottomettersi alla corona per accelerare il processo di pacificazione.